# Robert A. Gorman
Robert A. Gorman (* 22. April 1937 in New York City) ist ein amerikanischer Jurist und seit 1969 Professor an der University of Pennsylvania.

## Leben
Seine Ausbildung erhielt Gorman zunächst am Harvard College, wo er 1958 einen Bachelor of Arts verliehen bekam. Hieran schloss sich ein durch das Fulbright-Programm gefördertes Auslandsstudium am University College der Universität Oxford an. Nach der Rückkehr in sein Heimatland wurde ihm 1962 von der Harvard University der Bachelor of Laws verliehen. Während seines Studiums war Gorman als Schatzmeister der Harvard Law Review tätig. Nach dem Studium wurde er als Anwalt im Staat New York zugelassen und arbeitete ein Jahr lang als wissenschaftlicher Mitarbeiter von Irving Kaufman, Richter am United States Court of Appeals for the Second Circuit. Danach wechselte er als Rechtsanwalt zu einer New Yorker Kanzlei. 1965 wurde er wissenschaftlicher Assistent und 1967 Privatdozent an der University of Pennsylvania. 1969 erhielt er dort schließlich einen Ruf auf eine Professur. Diese hatte er bis zu seiner Emeritierung im Jahr 2000 inne. Anschließend war Gorman noch bis 2006 als Professor an der Arizona State University tätig. Während seiner Lehrtätigkeit hatte er Gastprofessuren unter anderem an der University of Michigan Law School und den Universitäten von New York, Texas und Kansas inne. 1971 unterrichtete er zudem an der Haager Akademie für Völkerrecht. Von 1980 bis 2007 gehörte Gorman dem Verwaltungsgericht der Weltbank an, dessen Vizepräsident er 1993 bis 1998 war und dem er als Präsident von 1998 bis 2001 vorstand. Daneben war er von 1995 bis 2004 Richter am Verwaltungsgericht der Asiatischen Entwicklungsbank, dessen Vorsitz er in den Jahren zwischen 2002 und 2004 übernahm. Von 2007 bis 2013 war er Mitglied des Verwaltungsgerichts der Interamerikanischen Entwicklungsbank, von 2012 bis 2013 als dessen Vorsitzender.

## Mitgliedschaften
Zwischen 1966 und 1969 gehörte Gorman der American Historical Association an. Als Mitglied der amerikanischen Delegation nahm er zwischen 1967 und 1969 an der Haager Konferenz für Internationales Privatrecht teil.  Seit 1978 ist Gorman Mitglied des American Law Institute.

## Publikationen (Auswahl)
- The Development of International Employment Law: My Experience on International Administrative Tribunals at the World Bank and the Asian Development Bank. In: European Review of Public Law. 16 (2004), 3, ISSN 1105-1590, S. 631–652.
- Copyright Law. Foundation Press, New York 2012, ISBN 1-59941-251-9 (zusammen mit Jane C. Ginsburg).
- Labor Law: analysis and andvocacy. Juris, Huntington 2013, ISBN 1-57823-325-9 (zusammen mit Matthew W. Finkin, Lawrence J. Casazza und David A. Rosenfeld).